# Crux-la-Ville
Crux-la-Ville település Franciaországban, Nièvre megyében. Lakosainak száma 399 fő (2022. január 1.). Crux-la-Ville Saint-Révérien, Saint-Saulge, Saint-Franchy, Saint-Maurice, Bazolles, Moussy és Vitry-Laché községekkel határos.

## Népesség
A település népességének változása:
| Lakosok száma | 427  | 414  | 416  | 405  | 400  | 395  | 397  | 398  | 399  |
|               | 2013 | 2015 | 2016 | 2017 | 2018 | 2019 | 2020 | 2021 | 2022 |